# 사탕무
사탕무(砂糖-, 영어: sugar beet)는 비름과의 두해살이풀로서 근대나 비트와 근연종이다. 감채(甘菜), 첨채(甛菜)로도 부른다. 줄기는 곧으며 높이는 1m 가량이다. 잎은 좀 두꺼운데, 긴 달걀 모양으로 가장자리는 물결 모양이다. 뿌리는 크고 두툼한 방추상으로 황백색 또는 분홍색을 띠며 많은 당분을 포함하고 있다. 여름이 되면 황록색의 작은 꽃이 이삭꽃차례를 이루는 꽃이 핀다. 꽃덮이는 5갈래로 깊이 갈라져 있다. 크고 즙이 많은 뿌리에서 설탕을 만들며, 가축 사료로도 이용된다. 사탕수수가 열대 및 아열대에서 많이 재배되는 데 비해, 사탕무는 냉대 및 온대에서 많이 재배된다. 대한민국에서도 재배가 시도되었으나, 외국에서 사탕수수를 수입하는 것이 훨씬 경제적이어서 사탕무의 본격적인 재배는 이루어지지 않고 있다.

## 생산량
| 10대 사탕무 생산국 - 2011년 (100만 톤) | 10대 사탕무 생산국 - 2011년 (100만 톤) |
| -------------------------------------- | -------------------------------------- |
| 러시아                                 | 47.6                                   |
| 프랑스                                 | 37.2                                   |
| 미국                                   | 26.2                                   |
| 독일                                   | 25.0                                   |
| 우크라이나                             | 18.7                                   |
| 튀르키예                               | 16.1                                   |
| 폴란드                                 | 11.6                                   |
| 중국                                   | 10.7                                   |
| 영국                                   | 8.5                                    |
| 이집트                                 | 7.4                                    |
| 세계 전체                              | 271.6                                  |
| 출처: FAO                              |                                        |

## 참조
1. ↑  “Food and Agriculture Organisation: Statistics”. 2011년 7월 13일에 원본 문서에서 보존된 문서. 2013년 7월 13일에 확인함.